# Protaetia ciliata
Protaetia ciliata är en skalbaggsart som beskrevs av Olivier 1785. Protaetia ciliata ingår i släktet Protaetia och familjen Cetoniidae. Inga underarter finns listade i Catalogue of Life.